# Irene Blanco Becerra
Irene Herminia Blanco Becerra (16 de mayo de 1946) es una política mexicana, miembro del Partido Acción Nacional (PAN). Fue funcionaria del ayuntamiento de Ciudad Juárez y diputada federal para el periodo de 2003 a 2006.

## Biografía
Irene Blanco Becerra cuenta con estudios de Administración de Empresas en la Universidad del Verbo Encarnado en San Antonio, Texas y estudios truncos de licenciatura en Literatura Hispanoamericana en la Universidad Autónoma de Ciudad Juárez.
Miembro del PAN desde 1982, fue integrante del equipo de campaña del candidato a presidente municipal, Francisco Barrio Terrazas en 1983 y del mismo a la gubernatura de Chihuahua en 1986, miembro de los comités de resistencia civil del PAN de 1983 a 1987 y de la secretaría de Promoción Política de la Mujer en el comité municipal de Ciudad Juárez.
De 1992 a 1995 fue directora de Relaciones Públicas del Ayuntamiento de Ciudad Juárez encabezado por Francisco Villarreal Torres y en consecuencia presidenta de la Asociación Binacional Juárez-El Paso de relaciones públicas y de 1995 a 1998 fue directora general de zona cero y ozono en el mismo ayuntamiento. En 1998 coordinó en Ciudad Juárez la precampaña de Eduardo Romero Ramos por la candidatura del PAN a la gubernatura de Chihuahua. 
A partir de 2000 cambió su residencia a la ciudad de Cancún, Quintana Roo, en donde fue nombrada de 2001 a 2002 supervisora regional de la Dirección General de Atención Ciudadana de la Secretaría de Contraloría y Desarrollo Administrativo cuando su titular era Francisco Barrio, en 2002 fue coordinadora entre organismos que tienen Convenio de Colaboración con SECODAM de la misma dependencia.
En 2003 fue electa diputada federal por representación proporcional a la LIX Legislatura por la circunscripción de Quintana Roo, permaneciendo en el cargo hasta 2006. En la Cámara de Diputados fue integrante de las comisiones de Defensa Nacional; Especial para dar seguimiento a las investigaciones relacionadas con los feminicidios en la República Mexicana y la procuración de justicia vinculada; de Fomento cooperativo y economía social; Investigadora del daño ecológico y social generado por PEMEX; y de Medio Ambiente y Recursos Naturales.
Fue colaboradora del periódico Novedades de Quintana Roo y coordinadora del Comité Internacional Anticorrupción del estado de Quintana Roo.